# Abrechnung in Coroner Creek
Abrechnung in Coroner Creek (Originaltitel: Coroner Creek) ist ein US-amerikanischer Western aus dem Jahr 1948 von Ray Enright mit Randolph Scott und Marguerite Chapman in den Hauptrollen. Der Film wurde von der Producers-Actors Corporation produziert und basiert auf dem 1946 veröffentlichten Roman Coroner Creek von Luke Short.

## Handlung
In einem einsamen Canyon wird eine Postkutsche von einer Gruppe Apachen angehalten, die von einem Weißen angeführt werden. Die Apachen töten alle bis auf eine Passagierin. Cowboy Chris Denning erfährt, dass seine Verlobte von den Apachen entführt wurde und in der Gefangenschaft Selbstmord verübte. Chris schwört Rache. Er findet einen der beteiligten Apachen und bekommt von ihm eine Beschreibung des Anführers.
Chris sucht jede Postkutschenstation in der Gegend auf und erreicht das Städtchen Coroner Creek. Er lernt die Hotelbesitzerin Kate Hardison kennen, die ihn dazu bringt, die betrunkene Abbie, Ehefrau des Ranchers Younger Miles, zur Rainbow Ranch zu bringen. Auf dem Weg dorthin wird er von einer Gruppe Männern angegriffen. Die Männer gehören zur Rainbow Ranch und lassen von Chris ab, als er von seinem Auftrag erzählt. Ernie Combs, einer der Männer, bietet Chris Arbeit auf der Ranch an. Chris lehnt jedoch ab. Später erkennt er, dass die Beschreibung des Anführers auf Younger Miles zutrifft, den er in einem Saloon antrifft. Er versucht, den Rancher zu einem Kampf zu provozieren, doch Sheriff O’Hea, Abbies Vater, betritt den Saloon und beendet den Streit.
Zurück in seinem Hotelzimmer besucht ihn die Witwe Della Harms. Sie bittet ihn um Hilfe, damit Miles sich nicht ihr Land aneignet. Chris nimmt ihr Angebot, als Vorarbeiter für sie zu arbeiten, an und zieht auf ihre Ranch. Einige Zeit später wird Chris beim Überqueren von Miles Land erwischt und von Combs zusammengeschlagen. Andy West, ein Freund von Chris, kommt zur Hilfe und bricht Combs eine Hand. Chris richtet seine Pistole auf Frank Yordy, einer von Dellas Männern, und zwingt ihn zum Geständnis, für Miles zu spionieren. Yordy legt Miles Plan offen, Dellas Rinder zu stehlen. Chris kann den Viehdiebstahl mit Waffengewalt verhindern. Kate hat sich in Chris verliebt und will, dass er seine Fehde mit Miles beendet. Miles indessen legt ein Feuer in der Nähe von Dellas Ranch, durch das ihr gesamtes Vieh stirbt. Miles erschießt Andy und den Sheriff, woraufhin Chris den Mörder verfolgt und stellen kann. Bei einem Kampf stürzt Miles in den Tod. Chris und Kate freuen sich auf eine gemeinsame Zukunft.

## Produktion

### Hintergrund
Gedreht wurde der Film vom 9. September bis zum 18. Oktober 1947 in Sedona in Arizona, auf der Iverson Movie Ranch in Chatsworth sowie in den Warner-Studios in Burbank.

### Stab
George Sawley war für das Szenenbild zuständig, Aaron Rosenberg arbeitete als Regieassistent.

### Besetzung
Für die weibliche Hauptrolle war ursprünglich Ellen Drew vorgesehen, die auf Grund einer Erkrankung durch Marguerite Chapman ersetzt wurde.
In kleinen nicht im Abspann erwähnten Nebenrollen traten Eddie Acuff, Joe DeRita, Hank Mann und Dewey Robinson auf.
Jock Mahoney war das Stunt-Double für Randolph Scott, George Macready und Forrest Tucker.

## Veröffentlichung
Die Premiere des Films fand am 1. Juli 1948 statt. In der Bundesrepublik Deutschland wurde er am 11. November 1981 im deutschen Fernsehen ausgestrahlt.

## Kritiken
Der Filmkritiken-Aggregator Rotten Tomatoes hat in einer Auswertung ein Publikumsergebnis von 70 Prozent positiver Bewertungen ermittelt.
Das Lexikon des internationalen Films schrieb: „Weitgehend spannender Western, der jedoch mit seinem Helden eine Figur heroisiert, die bedingungslos und ohne Rücksicht auf menschliche Bindungen ihre Rache sucht.“
Der Kritiker des TV Guide bezeichnete den Film als wichtigen Western, der die Wandlung der einfältigen Pferdeopern der 1930er und 1940er Jahre hin zu reifen Themen und Wahrnehmungen einleitete.